# Srei Soriyopear
Barom Reachea IV hoặc Barom Reachea VII (1548 – 1619), còn được gọi là Srei Soriyopear (cũng đánh vần là Soryopor hoặc Soryapor; tiếng Khmer: ស្រីសុរិយោពណ៌), là vị vua Campuchia cai trị từ năm 1603 đến 1618.
Cha của ông là vua Barom Reachea I. Ông được bổ nhiệm là ouparach (người thừa kế hoặc Phó vương) bởi anh trai là vua Satha I vào năm 1579.
Năm 1594, khi Campuchia bị Xiêm tấn công, vua Chey Chettha I (con trai Satha I) và Satha I đã trốn khỏi thủ đô, để Soriyopear ở lại bảo vệ chống lại Xiêm. Soriyopear đã được cấp danh hiệu Uprayorach (ឧភយោរាជ), tước hiệu thường được ban bởi một vị vua đã thoái vị nhưng vẫn giữ quyền hành pháp. Ông được lính đánh thuê Tây Ban Nha và Bồ Đào Nha giúp đỡ, nhưng cùng năm đó, Lovek bị Xiêm chiếm, ông bị đưa đến Ayutthaya cùng với 90.000 người Campuchia.
Srei Soriyopear đã được thả và trở lại Campuchia vào năm 1600. Với sự giúp đỡ của người Xiêm, cháu trai của ông Kaev Hua I (Ponhea Nhom) đã buộc phải thoái vị để trả lại ngai vàng cho ông. Campuchia trở thành chư hầu của Xiêm.
Soriyopear đã xây dựng thủ đô mới Oudong vào năm 1601. Ông mất năm 1619, kế vị là con trai cả Chey Chettha II.